# Associazione Sportiva Varese 1910 2009-2010
Questa voce raccoglie le informazioni riguardanti l'Associazione Sportiva Varese 1910 nelle competizioni ufficiali della stagione 2009-2010.

## Stagione
Nonostante gli iniziali appelli del presidente Rosati riguardo l'assenza di finanziatori e le relative difficoltà anche a effettuare l'iscrizione in Prima Divisione, questa viene garantita ed effettuata nei termini previsti dalla Lega Italiana Calcio Professionistico. Le prime operazioni di mercato, gestito dal d.s. Sogliano, portano le riconferme di Del Sante, la cui comproprietà viene riscattata dalla Fiorentina, Camisa, acquistato a titolo definitivo dall'Albinoleffe, e Tripoli, rinnovo della comproprietà con il Palermo, Lorello e Pisano, riscattati totalmente dal Pisa. Viene acquistato il centrocampista Daniele Corti, ma arriva anche la prima cessione eccellente, con il passaggio in prestito del capitano Franco Lepore al Lecce, dopo quattro stagioni passate a Varese.
La squadra intanto viene richiamata due giorni prima rispetto alla data prevista per il raduno, in modo da preparare l'amichevole organizzata con il Milan per domenica 12 luglio, terminata poi 2-0 per i rossoneri con doppietta di Filippo Inzaghi. Dallo stesso Milan vengono acquistati in prestito due giovani nigeriani, il mediano Wilfred Osuji e l'attaccante Kingsley Umunegbu, che raggiungono il connazionale Osarimen Ebagua, prelevato dal Canavese.
Durante il ritiro a Maccagno, località in riva al Lago Maggiore, arrivano i primi gol della nuova stagione nella vittoria 6-0 sulla rappresentativa locale: il primo marcatore è Pietro Tripoli, a cui seguono Casisa, Del Sante e Grossi, Machado e "Rivaldinho" Ferreira, due giovani in prova.
Alla notizia dell'amichevole fissata con la Sampdoria per il 5 agosto, poi persa 3-0, si accompagna quella dell'acquisto in prestito dall'Atalanta del difensore Matteo Gentili, seguito dalla cessione di Beppe Casisa al Canavese in prestito e gli acquisti di Alessandro Carrozza dal Taranto, Mancini dalla Lazio e Gianola dal Milan. Momentè, Buzzegoli, Radi e il giovane Benvenga completano la rosa a disposizione di Sannino.
Il 24 luglio vengono annunciati i due main sponsor per la stagione: "Ing. Claudio Salini Grandi Lavori S.p.A.", società operante nel settore delle costruzioni civili e industriali, e "Pulirapida S.r.l.", attiva nel settore delle pulizie. A essi si aggiunge il "Gruppo Pellegrini", il cui proprietario è l'ex presidente dell'Inter Ernesto
La promozione in Prima Divisione garantisce anche la partecipazione alla Coppa Italia 2009-2010 e il sorteggio mette di fronte ai biancorossi la Cavese. È proprio contro i campani, il 2 agosto, la prima gara ufficiale della stagione e la vittoria ai rigori permette di passare al Secondo turno dove l'avversario è il Frosinone. Anche contro questo la gara viene decisa ai rigori, che premiano questa volta i giallo-blu, vittoriosi 4-3 dopo l'1-1 dei tempi regolamentari.
L'esordio in campionato vede la vittoria 2-0 sul Perugia, firmata da Buzzegoli ed Ebagua, a cui segue il pareggio 1-1 nel derby con il Como la settimana successiva. L'ultimo giorno di mercato porta l'ufficializzazione della cessione del neo-capitano Paolo Grossi all'Albinoleffe, che viene sostituito da Gianpietro Zecchin dal Grosseto, oltre ad Armenise e Machado.
Il 6 dicembre, con la vittoria in casa contro il Lecco alla sedicesima giornata, il Varese eguaglia il record di nove vittorie consecutive casalinghe di Ascoli e SPAL. Il girone di andata termina con la netta sconfitta 4-1 contro la Cremonese, ma con il terzo posto in classifica a sei punti dal Novara capolista. Al rientro dalla pausa invernale, il 10 gennaio, vince il derby con il Como 1-0 e stabilisce il nuovo record di vittorie casalinghe, allungando la serie a dieci successi e portandola a undici successi consecutivi contro il Pergocrema.
Il mercato invernale si chiude con cinque cessioni, su cui spicca quella di Bernardini al Livorno, e sette acquisti, tra cui i ritorni di Aloe e Preite e l'arrivo di Isah Eliakwu.
Il 25 aprile con il pareggio casalingo contro il Monza, guadagna la matematica certezza di partecipare ai play-off per salire in Serie B. Il campionato si chiude due settimane dopo con la vittoria 5-1 sulla Cremonese e la conquista del secondo posto finale, proprio ai danni dei grigiorossi. Nei play-off affronta la quinta classificata Benevento. Dopo il pareggio per 2-2 ottenuto in terra campana, facendosi rimontare due volte, il Varese si aggiudica il passaggio alla finale sconfiggendo la squadra giallo-rossa per 2-1 al Franco Ossola. In finale, affronta nuovamente la Cremonese. L'andata, il 6 giugno, si gioca allo stadio Zini di Cremona e la squadra di casa trova con Tacchinardi la rete del vantaggio, che riuscirà a difendere fino al triplice fischio finale. La settimana seguente, il 13 giugno, con la doppietta di Buzzegoli, il Varese ribalta il risultato sfavorevole dell'andata e dopo 25 anni di attesa centra la promozione in Serie B.

## Divise e sponsor
La maglia casalinga è rossa, pantaloncini bianchi e calze rosse; per la trasferta i colori sono invertiti. Lo sponsor tecnico per la stagione 2009-2010 è Joma, mentre gli sponsor ufficiali "Ing. Claudio Salini Grandi Lavori S.p.A." e "Pulirapida S.r.l.". È stata realizzata anche una maglia per il centenario, viola con inserti bianchi, con lo stemma cittadino e una V bianca sul petto, in omaggio ai primi colori della società. Queste perlomeno sono le divise ufficiali: nel corso della stagione la squadra ha giocato anche con maglie e pantaloncini in tinta unita, rossi o bianchi, e lo stemma, che qui è posto al centro, è stato talvolta posto a sinistra, sul cuore.
| Casa       | Trasferta |
| Centenario |           |

## Organigramma societario
Area direttiva
- Presidente: Antonio Rosati
- Direttore Sportivo: Sean Sogliano
- Amministratore delegato: Enzo Montemurro

Area organizzativa
- Segretario Generale: Massimiliano Dibrogni
- Team Manager: Silvio Papini
- Dirigenti accompagnatori: Pietro Frontini, Francesco Talarico

Area tecnica
- Allenatore: Giuseppe Sannino
- Allenatore in 2^: Stefano Bettinelli
- Preparatore dei portieri: Oscar Verderame
- Preparatore atletico: Giorgio Panzarasa

Area sanitaria
- Coordinatore dei medici: Mario Carletti
- Responsabile sanitario: Giulio Clerici
- Medico addetto prima squadra: Matteo Beltemacchi
- Medico sociale: Carlo Montoli
- Massaggiatore: Leonino Nicoletti

## Rosa
| N. |                    | Ruolo | Calciatore               |
| -- | ------------------ | ----- | ------------------------ |
|    | Francia (bandiera) | P     | Jean Pierre Grandclement |
|    | Francia (bandiera) | P     | Mathieu Moreau           |
|    | Italia (bandiera)  | P     | Marco Murri              |
|    | Italia (bandiera)  | D     | Alessandro Armenise      |
|    | Italia (bandiera)  | D     | Alex Benvenga            |
|    | Italia (bandiera)  | D     | Alessandro Bernardini    |
|    | Italia (bandiera)  | D     | Alessandro Camisa (C)    |
|    | Algeria (bandiera) | D     | Serif Oumar Diouf        |
|    | Brasile (bandiera) | D     | Dos Santos               |
|    | Italia (bandiera)  | D     | Matteo Gentili           |
|    | Italia (bandiera)  | D     | Antonio Grillo           |
|    | Italia (bandiera)  | D     | Eros Pisano              |
|    | Italia (bandiera)  | D     | Luca Pompilio            |
|    | Italia (bandiera)  | D     | Andrea Aldo Preite       |
|    | Italia (bandiera)  | D     | Alessandro Radi          |
|    | Italia (bandiera)  | C     | Ilario Aloe              |
|    | Italia (bandiera)  | C     | Daniele Buzzegoli        |
|    | Italia (bandiera)  | C     | Paolo Capriolo           |
|    | Italia (bandiera)  | C     | Alessandro Carrozza      |
|    | Italia (bandiera)  | C     | Gianmarco Cavalieri      |
|    | Italia (bandiera)  | C     | Daniele Corti            |

| N. |                    | Ruolo | Calciatore            |
| -- | ------------------ | ----- | --------------------- |
|    | Italia (bandiera)  | C     | Alessandro Gambadori  |
|    | Italia (bandiera)  | C     | Giorgio Gianola       |
|    | Italia (bandiera)  | C     | Carmine Giorgione     |
|    | Italia (bandiera)  | C     | Paolo Grossi          |
|    | Marocco (bandiera) | C     | Achraf Lazaar         |
|    | Uruguay (bandiera) | C     | Bryan Machado         |
|    | Italia (bandiera)  | C     | Francesco Mancini     |
|    | Nigeria (bandiera) | C     | Wilfred Osuji         |
|    | Italia (bandiera)  | C     | Luca Palazzo          |
|    | Italia (bandiera)  | C     | Gianpietro Zecchin    |
|    | Italia (bandiera)  | A     | Samuel Ambrosoli      |
|    | Italia (bandiera)  | A     | Giuseppe De Luca      |
|    | Italia (bandiera)  | A     | Stefano Del Sante     |
|    | Nigeria (bandiera) | A     | Osarimen Ebagua       |
|    | Italia (bandiera)  | A     | Antonio Elia          |
|    | Nigeria (bandiera) | A     | Isah Eliakwu          |
|    | Italia (bandiera)  | A     | Matteo Momenté        |
|    | Brasile (bandiera) | A     | Leonidas Neto Pereira |
|    | Italia (bandiera)  | A     | Pietro Tripoli        |
|    | Nigeria (bandiera) | A     | Kingsley Umunegbu     |

## Calciomercato

### Sessione estiva(dall'1/7 all'1/9)
| Acquisti | Acquisti                 | Acquisti    | Acquisti                   |
| R.       | Nome                     | da          | Modalità                   |
| -------- | ------------------------ | ----------- | -------------------------- |
| P        | Jean Pierre Grandclement | Arzachena   | definitivo                 |
| P        | Alessandro Lorello       | Pisa        | riscatto compartecipazione |
| D        | Alessandro Armenise      | Catanzaro   | definitivo                 |
| D        | Alex Benvenga            | Lecce       | prestito                   |
| D        | Alessandro Camisa        | AlbinoLeffe | riscatto compartecipazione |
| D        | Matteo Gentili           | Atalanta    | prestito                   |
| D        | Eros Pisano              | Pisa        | riscatto compartecipazione |
| D        | Alessandro Radi          | Juve Stabia | definitivo                 |
| C        | Daniele Buzzegoli        | Pisa        | definitivo                 |
| C        | Alessandro Carrozza      | Taranto     | definitivo                 |
| C        | Daniele Corti            | svincolato  |                            |
| C        | Giorgio Gianola          | Milan       | prestito                   |
| C        | Bryan Machado            | svincolato  |                            |
| C        | Francesco Mancini        | Lazio       | prestito                   |
| C        | Wilfred Osuji            | Milan       | prestito                   |
| C        | Gianpietro Zecchin       | Grosseto    | prestito                   |
| A        | Stefano Del Sante        | Fiorentina  | compartecipazione          |
| A        | Osarimen Ebagua          | Canavese    | prestito                   |
| A        | Antonio Elia             | Lecce       | prestito                   |
| A        | Matteo Momentè           | AlbinoLeffe | compartecipazione          |
| A        | Kingsley Umunegbu        | Milan       | prestito                   |

| Cessioni | Cessioni            | Cessioni    | Cessioni                      |
| R.       | Nome                | a           | Modalità                      |
| -------- | ------------------- | ----------- | ----------------------------- |
| P        | Alessandro Lorello  | Valenzana   |                               |
| D        | Fabio Romeo         | Lecce       | risoluzione compartecipazione |
| D        | David Silva         | Chievo      | risoluzione compartecipazione |
| D        | Mauro Milanese      |             | fine carriera                 |
| C        | Ciro Danucci        | Ternana     | fine prestito                 |
| C        | Giuseppe Casisa     | Canavese    | prestito                      |
| C        | Paolo Grossi        | AlbinoLeffe | compartecipazione             |
| C        | Franco Lepore       | Lecce       | prestito                      |
| C        | Francesco Mautone   |             | svincolato                    |
| C        | Federico Moretti    | Parma       | risoluzione compartecipazione |
| A        | Alessandro Andreini | Pergocrema  | fine prestito                 |
| A        | Lorenzo Crocetti    | Pergocrema  | fine prestito                 |

### Tesseramento giocatori svincolati(dal 2/9 al 31/3)
| Acquisti | Acquisti            |
| R.       | Nome                |
| -------- | ------------------- |
| P        | Marco Murriero      |
| C        | Gianmarco Cavalieri |

### Sessione invernale(dal 02/01 al 01/02)
| Acquisti | Acquisti              | Acquisti        | Acquisti          |
| R.       | Nome                  | da              | Modalità          |
| -------- | --------------------- | --------------- | ----------------- |
| D        | Antonio Grillo        | svincolato      | -                 |
| D        | Luca Pompilio         | svincolato      | -                 |
| D        | Andrea Aldo Preite    | svincolato      | -                 |
| C        | Ilario Aloe           | Ascoli          | prestito          |
| C        | Carmine Giorgione     | Padova          | compartecipazione |
| A        | Isah Eliakwu          | svincolato      | -                 |
| A        | Leonidas Neto Pereira | Itala San Marco | ?                 |

| Cessioni | Cessioni              | Cessioni  | Cessioni          |
| R.       | Nome                  | a         | Modalità          |
| -------- | --------------------- | --------- | ----------------- |
| D        | Alessandro Bernardini | Livorno   | compartecipazione |
| D        | Alessandro Radi       | -         | svincolato        |
| D        | Alex Benvega          | Valenzana | prestito          |
| C        | Francesco Mancini     | Lazio     | fine prestito     |
| C        | Luca Palazzo          | Valenzana | definitivo        |
| A        | Antonio Elia          | Lecce     | fine prestito     |

## Risultati

### Prima Divisione

#### Girone di andata
| Arbitro: | Irrati (Pistoia) |

|                         |           |  |
| Buzzegoli 2’ Ebagua 74’ | Marcatori |  |

| Arbitro: | Viti (Campobasso) |

|                   |           |            |
| Franco 59’ (rig.) | Marcatori | 24’ Ebagua |

| Arbitro: | Donati (Ravenna) |

|            |           |  |
| Ebagua 61’ | Marcatori |  |

| Arbitro: | Manera (Castelfranco Veneto) |

|                         |           |  |
| Le Noci 28’ Florean 49’ | Marcatori |  |

| Arbitro: | Borriello (Mantova) |

|                                                         |           |                              |
| Carrozza 20’ (rig.) Ebagua 42’ Armenise 47’ Zecchin 66’ | Marcatori | 17’ Nicola 72’ (aut.) Pisano |

| Arbitro: | Barbiero (Vicenza) |

|                   |           |  |
| L. Castaldo 45+1’ | Marcatori |  |

| Arbitro: | Aloisi (Avezzano) |

|                                                              |           |                          |
| Buzzegoli 11’ Tripoli 35’ Ebagua 37’, 44’ Momentè 42’ (rig.) | Marcatori | 18’ Sciannamè 27’ Ibekwe |

| Arbitro: | Coccia (San Benedetto del Tronto) |

|           |           |             |
| Motta 23’ | Marcatori | 57’ Tripoli |

| Arbitro: | Merlino (Udine) |

|             |           |  |
| Momentè 86’ | Marcatori |  |

| Arbitro: | Barbeno (Brescia) |

|                 |           |             |
| Ripa 87’ (rig.) | Marcatori | 40’ Tripoli |

| Arbitro: | Ferraioli (Nocera Inferiore) |

|              |           |  |
| Pisano 90+2’ | Marcatori |  |

| Arbitro: | Benassi (Bologna) |

|                               |           |              |
| Buzzegoli 45+3’ Del Sante 67’ | Marcatori | 75’ Saraniti |

| Arbitro: | Operato (Isernia) |

|  |           |            |
|  | Marcatori | 23’ Ebagua |

| Arbitro: | Di Ciommo (Venosa) |

|                       |           |  |
| Osuji 14’ Momentè 71’ | Marcatori |  |

| Arbitro: | Donati (Ravenna) |

|                               |           |           |
| Eramo 87’ Cudini 90’ Samb 93’ | Marcatori | 4’ Pisano |

| Arbitro: | Pagano (Torre Annunziata) |

|                |           |  |
| Dos Santos 81’ | Marcatori |  |

| Arbitro: | Sguizzato (Verona) |

|                                           |           |             |
| Guidetti 40’, 67’ A. Bianchi 70’ Coda 75’ | Marcatori | 16’ Momentè |

#### Girone di ritorno
| Arbitro: | Colasanti (Grosseto) |

|             |           |               |
| Bondi 90+4’ | Marcatori | 87’ Buzzegoli |

| Arbitro: | Gambini (Roma) |

|               |           |  |
| Del Sante 26’ | Marcatori |  |

| Arbitro: | Gallo (Barcellona Pozzo di Gotto) |

|                 |           |  |
| V. Chianese 17’ | Marcatori |  |

| Arbitro: | Mariani (Aprilia) |

|                                     |           |             |
| Dos Santos 72’ Buzzegoli 89’ (rig.) | Marcatori | 45’ Ferrari |

| Arbitro: | Bellutti (Trento) |

|                        |           |  |
| Pintori 29’ Lauria 41’ | Marcatori |  |

| Arbitro: | Bagalini (Fermo) |

|                  |           |                |
| Neto Pereira 80’ | Marcatori | 52’ De Liguori |

| Pagani 21 febbraio 2010, ore 14:30 CET 24ª giornata | Paganese              | 0 – 0 referto | Varese | Stadio Marcello Torre (800 spett.)\| Arbitro: \| Paparazzo (Catanzaro) \| |
| Arbitro:                                            | Paparazzo (Catanzaro) |               |        |                                                                           |

| Arbitro: | Cervellera (Taranto) |

|              |           |              |
| Carrozza 61’ | Marcatori | 64’ Gonzalez |

| Arbitro: | Saia (Palermo) |

|              |           |               |
| Frediani 22’ | Marcatori | 60’ Buzzegoli |

| Arbitro: | Vivenzi (Brescia) |

|                                       |           |          |
| Carrozza 40’ Ebagua 55’ Buzzegoli 69’ | Marcatori | 68’ Ripa |

| Arbitro: | Vallesi (Ascoli Piceno) |

|  |           |                                             |
|  | Marcatori | 10’ Carrozza 39’ Neto Pereira 64’ Buzzegoli |

| Arbitro: | De Benedictis (Bari) |

|             |           |            |
| Paulinho 2’ | Marcatori | 85’ Ebagua |

| Arbitro: | Soricaro (Barletta) |

|                                                            |           |                    |
| Ebagua 15’ Neto Pereira 16’ Dos Santos 45'+1’ Carrozza 64’ | Marcatori | 36’, 86’ Guadalupi |

| Arbitro: | Tidona (Torino) |

|               |           |            |
| Sciaudone 88’ | Marcatori | 70’ Ebagua |

| Arbitro: | Intagliata (Siracusa) |

|                         |           |                     |
| Carrozza 3’ Zecchin 60’ | Marcatori | 20’ Viola 78’ Eramo |

| Arbitro: | Merchiori (Ferrara) |

|  |           |                        |
|  | Marcatori | 44’ Ebagua 59’ Zecchin |

| Arbitro: | Barbeno (Brescia) |

|                                                           |           |            |
| Neto Pereira 5’ Zecchin 10’ Carrozza 12’, 49’ Momenté 52’ | Marcatori | 27’ Villar |

#### Play-off
| Arbitro: | Merchiori (Ferrara) |

|                               |           |                        |
| Ciarcià 25’ Evacuo 65’ (rig.) | Marcatori | 14’ Ebagua 46’ Zecchin |

| Arbitro: | Corletto (Castelfranco Veneto) |

|                             |           |               |
| Ebagua 18’ (rig.) Corti 49’ | Marcatori | 86’ Germinale |

| Arbitro: | Massa (Imperia) |

|                 |           |  |
| Tacchinardi 67’ | Marcatori |  |

| Arbitro: | Palazzino (Ciampino) |

|                           |           |  |
| Buzzegoli 80’, 92’ (rig.) | Marcatori |  |

### Coppa Italia
| Arbitro: | Zonno (Bari) |

|                                    |                      |                                      |
| Favasuli 41’ Schetter 42’          | Marcatori            | 57’, 87’ Momentè                     |
| Favasuli Farina Tarantino Cipriani | Tiri di rigore 3 – 5 | Grossi Buzzegoli Radi Ebagua Momentè |

| Arbitro: | Guida (Torre Annunziata) |

|                                         |                      |                                            |
| Basha 92’                               | Marcatori            | 63’ Buzzegoli                              |
| Bocchetti Basso Diogo Biso Guidi Ascoli | Tiri di rigore 4 – 3 | Grossi Gambadori Ebagua Radi Corti Tripoli |

### Coppa Italia Lega Pro
| Arbitro: | Ostinelli (Como) |

|                            |           |  |
| Dos Santos 96’ Momentè 97’ | Marcatori |  |

| Arbitro: | Sguizzato (Verona) |

|                                  |                      |                                               |
| Carrozza Tripoli Radi Dos Santos | Tiri di rigore 4 – 3 | P. Rossi Anderson Viapiana L. Ferrari Morelli |

| Arbitro: | Santonocito (Abbiategrasso) |

|                       |           |                      |
| Lazaar 13’ Ebagua 77’ | Marcatori | 25’, 51’ V. Anastasi |

| Arbitro: | Vallesi (Ascoli Piceno) |

|               |           |                            |
| Di Piazza 51’ | Marcatori | 60’ (rig.) Radi 90’ Ebagua |

| Arbitro: | Manera (Castelfranco Veneto) |

|                |           |  |
| Bradaschia 80’ | Marcatori |  |

| Arbitro: | D'Alesio (Forlì) |

|               |           |               |
| Del Sante 12’ | Marcatori | 65’ Galabinov |

## Statistiche

### Statistiche di squadra
| Competizione             | Punti | In casa | In casa | In casa | In casa | In casa | In casa | In trasferta | In trasferta | In trasferta | In trasferta | In trasferta | In trasferta | Totale | Totale | Totale | Totale | Totale | Totale | DR  |
| Competizione             | Punti | G       | V       | N       | P       | Gf      | Gs      | G            | V            | N            | P            | Gf           | Gs           | G      | V      | N      | P      | Gf     | Gs     | DR  |
| ------------------------ | ----- | ------- | ------- | ------- | ------- | ------- | ------- | ------------ | ------------ | ------------ | ------------ | ------------ | ------------ | ------ | ------ | ------ | ------ | ------ | ------ | --- |
| Lega Pro Prima Divisione | 62    | 17      | 14      | 3       | 0       | 38      | 14      | 17           | 3            | 8            | 6            | 15           | 20           | 34     | 17     | 11     | 6      | 53     | 35     | +18 |
| Play-Off                 | -     | 2       | 2       | 0       | 0       | 4       | 1       | 2            | 0            | 1            | 1            | 2            | 3            | 4      | 2      | 1      | 1      | 6      | 4      | +2  |
| Coppa Italia             | -     | 0       | 0       | 0       | 0       | 0       | 0       | 2            | 0            | 2            | 0            | 3            | 3            | 2      | 0      | 2      | 0      | 3      | 3      | 0   |
| Coppa Italia Lega Pro    | -     | 4       | 1       | 3       | 0       | 5       | 3       | 2            | 1            | 0            | 1            | 2            | 2            | 6      | 2      | 3      | 1      | 7      | 5      | +2  |
| Totale                   |       | 22      | 16      | 6       | 0       | 45      | 18      | 23           | 4            | 11           | 8            | 22           | 28           | 45     | 20     | 17     | 8      | 67     | 47     | +20 |

### Statistiche dei giocatori
| Giocatore       | Prima Divisione+Play off | Prima Divisione+Play off | Prima Divisione+Play off | Prima Divisione+Play off | Coppa Italia | Coppa Italia | Coppa Italia | Coppa Italia | Coppa Italia Lega Pro | Coppa Italia Lega Pro | Coppa Italia Lega Pro | Coppa Italia Lega Pro | Totale   | Totale | Totale      | Totale     |
| Giocatore       | Presenze                 | Reti                     | Ammonizioni              | Espulsioni               | Presenze     | Reti         | Ammonizioni  | Espulsioni   | Presenze              | Reti                  | Ammonizioni           | Espulsioni            | Presenze | Reti   | Ammonizioni | Espulsioni |
| --------------- | ------------------------ | ------------------------ | ------------------------ | ------------------------ | ------------ | ------------ | ------------ | ------------ | --------------------- | --------------------- | --------------------- | --------------------- | -------- | ------ | ----------- | ---------- |
| I. Aloe         | 8                        | 0                        | 1                        | 0                        | -            | -            | -            | -            | 1                     | 0                     | 1                     | 0                     | 9        | 0      | 2           | 0          |
| A. Armenise     | 31+3                     | 1                        | 3+2                      | 0                        | -            | -            | -            | -            | 1                     | 0                     | 0                     | 0                     | 35       | 1      | 5           | 0          |
| S. Ambrosoli    | -                        | -                        | -                        | -                        | -            | -            | -            | -            | 1                     | 0                     | 0                     | 0                     | 1        | 0      | 0           | 0          |
| A. Benvenga     | 1                        | 0                        | 0                        | 0                        | -            | -            | -            | -            | 4                     | 0                     | 2                     | 0                     | 5        | 0      | 2           | 0          |
| A. Bernardini   | 18                       | 0                        | 4                        | 0                        | 2            | 0            | 0            | 0            | 1                     | 0                     | 0                     | 0                     | 21       | 0      | 4           | 0          |
| D. Buzzegoli    | 31+4                     | 8+2                      | 6                        | 0                        | 2            | 1            | 0            | 0            | 1                     | 0                     | 0                     | 0                     | 38       | 11     | 6           | 0          |
| A. Camisa       | 29+4                     | 0                        | 4                        | 1                        | 2            | 0            | 0            | 0            | 2                     | 0                     | 0                     | 0                     | 37       | 0      | 4           | 1          |
| P. Capriolo     | -                        | -                        | -                        | -                        | -            | -            | -            | -            | 1                     | 0                     | 0                     | 0                     | 1        | 0      | 0           | 0          |
| A. Carrozza     | 26+4                     | 8                        | 2                        | 1                        | 2            | 0            | 0            | 0            | 2                     | 0                     | 0                     | 0                     | 34       | 8      | 2           | 1          |
| G. Cavalieri    | -                        | -                        | -                        | -                        | -            | -            | -            | -            | 3                     | 0                     | 1                     | 0                     | 3        | 0      | 1           | 0          |
| Claiton         | 25+3                     | 3                        | 5                        | 0                        | -            | -            | -            | -            | 4                     | 1                     | 2                     | 0                     | 32       | 4      | 7           | 0          |
| D. Corti        | 20+4                     | 0+1                      | 3+1                      | 0                        | 2            | 0            | 0            | 0            | 2                     | 0                     | 0                     | 0                     | 28       | 1      | 4           | 0          |
| P. Capriolo     | -                        | -                        | -                        | -                        | -            | -            | -            | -            | 2                     | 0                     | 0                     | 0                     | 2        | 0      | 0           | 0          |
| S. Del Sante    | 26+2                     | 2                        | 7                        | 0                        | 1            | 0            | 0            | 0            | 4                     | 1                     | 0                     | 1                     | 33       | 3      | 7           | 1          |
| S. Diouf        | -                        | -                        | -                        | -                        | -            | -            | -            | -            | 1                     | 0                     | 0                     | 0                     | 1        | 0      | 0           | 0          |
| O. Ebagua       | 27+2                     | 12+2                     | 7                        | 1+1                      | 2            | 0            | 0            | 0            | 3                     | 2                     | 0                     | 1                     | 34       | 16     | 7           | 3          |
| A. Elia         | 0                        | 0                        | 0                        | 0                        | 0            | 0            | 0            | 0            | 0                     | 0                     | 0                     | 0                     | 0        | 0      | 0           | 0          |
| I. Eliakwu      | 4                        | 0                        | 3                        | 1                        | -            | -            | -            | -            | 1                     | 0                     | 0                     | 0                     | 5        | 0      | 3           | 1          |
| A. Gambadori    | 19+2                     | 0                        | 1                        | 0                        | 2            | 0            | 0            | 0            | 4                     | 0                     | 0                     | 0                     | 27       | 0      | 1           | 0          |
| M. Gentili      | 15+1                     | 0                        | 3                        | 0                        | 2            | 0            | 0            | 0            | 4                     | 0                     | 0                     | 0                     | 22       | 0      | 3           | 0          |
| G. Gianola      | -                        | -                        | -                        | -                        | -            | -            | -            | -            | 4                     | 0                     | 0                     | 0                     | 4        | 0      | 0           | 0          |
| C. Giorgione    | 0                        | 0                        | 0                        | 0                        | 0            | 0            | 0            | 0            | 0                     | 0                     | 0                     | 0                     | 0        | 0      | 0           | 0          |
| J. Grandclement | 0                        | 0                        | 0                        | 0                        | 0            | 0            | 0            | 0            | 4                     | -3                    | 0                     | 0                     | 4        | -3     | 0           | 0          |
| A. Grillo       | 4                        | 0                        | 0                        | 0                        | -            | -            | -            | -            | 2                     | 0                     | 0                     | 0                     | 6        | 0      | 0           | 0          |
| P. Grossi       | 2                        | 0                        | 0                        | 0                        | 2            | 0            | 0            | 0            | -                     | -                     | -                     | -                     | 4        | 0      | 0           | 0          |
| A. Lazaar       | -                        | -                        | -                        | -                        | -            | -            | -            | -            | 4                     | 1                     | 0                     | 0                     | 4        | 1      | 0           | 0          |
| B. Machado      | 0                        | 0                        | 0                        | 0                        | 0            | 0            | 0            | 0            | 0                     | 0                     | 0                     | 0                     | 0        | 0      | 0           | 0          |
| F. Grossi       | 0                        | 0                        | 0                        | 0                        | 0            | 0            | 0            | 0            | -                     | -                     | -                     | -                     | 0        | 0      | 0           | 0          |
| M. Momentè      | 23+2                     | 5                        | 3+2                      | 0                        | 2            | 2            | 0            | 0            | 5                     | 1                     | 1                     | 0                     | 32       | 8      | 6           | 0          |
| M. Moreau       | 34+4                     | -35+-4                   | 0                        | 0                        | 2            | -3           | 0            | 0            | 0                     | 0                     | 0                     | 0                     | 40       | -42    | 0           | 0          |
| M. Murriero     | 0                        | 0                        | 0                        | 0                        | 0            | 0            | 0            | 0            | 1                     | -1                    | 0                     | 0                     | 1        | -1     | 0           | 0          |
| Neto Pereira    | 10+4                     | 4                        | 2+1                      | 0                        | -            | -            | -            | -            | -                     | -                     | -                     | -                     | 14       | 4      | 3           | 0          |
| W. Osuji        | 22+4                     | 1                        | 6                        | 1                        | 0            | 0            | 0            | 0            | 3                     | 0                     | 2                     | 0                     | 29       | 1      | 8           | 1          |
| L. Palazzo      | 1                        | 0                        | 0                        | 0                        | 0            | 0            | 0            | 0            | 3                     | 0                     | 0                     | 0                     | 4        | 0      | 0           | 0          |
| E. Pisano       | 32+4                     | 2                        | 4                        | 1                        | 2            | 0            | 0            | 0            | 1                     | 0                     | 0                     | 0                     | 39       | 2      | 4           | 1          |
| L. Pompilio     | 0                        | 0                        | 0                        | 0                        | -            | -            | -            | -            | 1                     | 0                     | 0                     | 0                     | 1        | 0      | 0           | 0          |
| A. Preite       | 9+4                      | 0                        | 4+1                      | 0                        | -            | -            | -            | -            | 2                     | 0                     | 1                     | 0                     | 15       | 0      | 6           | 0          |
| A. Radi         | 5                        | 0                        | 0                        | 1                        | 2            | 0            | 0            | 0            | 4                     | 1                     | 0                     | 0                     | 11       | 1      | 0           | 1          |
| P. Tripoli      | 24+1                     | 3                        | 2                        | 0                        | 1            | 0            | 0            | 0            | 3                     | 0                     | 0                     | 0                     | 29       | 3      | 2           | 0          |
| K. Umunegbu     | 0                        | 0                        | 0                        | 0                        | 0            | 0            | 0            | 0            | 0                     | 0                     | 0                     | 0                     | 0        | 0      | 0           | 0          |
| G. Zecchin      | 27+4                     | 4+1                      | 4                        | 0                        | 0            | 0            | 0            | 0            | 2                     | 0                     | 0                     | 0                     | 33       | 5      | 4           | 0          |

## Giovanili

### Organigramma societario
Area direttiva
- Responsabile: Giorgio Scapini
- Coordinatore tecnico: Roberto Verdelli
- Segretario settore giovanile: Marco Bof

Scuola Calcio
- Responsabile: Marco Caccianiga
- Coordinatore tecnico: Alfredo Speroni

Progetto Bimbo
- Responsabile: Marco Caccianiga